# Lista das cidades mais populosas da América do Norte
Esta lista é baseada nos artigos da Wikipedia e inclui cidades dos três Países da América do Norte (EUA, Canadá e México).

## Lista
Em negrito, cidades que são capitais dos seus respectivos países.
| Rank | Cidade              | População | População Metro. | País           |
| ---- | ------------------- | --------- | ---------------- | -------------- |
| 1    | Cidade do México    | 8,720,916 | 19,231,829       | México         |
| 2    | Nova Iorque         | 8,214,678 | 18,709,802       | Estados Unidos |
| 3    | Toronto             | 4,503,281 | 7,136,654        | Canadá         |
| 4    | Los Angeles         | 3,847,400 | 12,923,547       | Estados Unidos |
| 5    | Montreal            | 3,120,693 | 4,635,701        | Canadá         |
| 6    | Chicago             | 2,896,016 | 9,443,356        | Estados Unidos |
| 7    | Houston             | 2,002,631 | 5,628,101        | Estados Unidos |
| 8    | Ecatepec de Morelos | 1,687,249 | 1,687,249        | México         |
| 9    | Guadalajara         | 1,608,357 | 4,112,332        | México         |
| 10   | Filadélfia          | 1,517,550 | 5,823,233        | Estados Unidos |
| 11   | Phoenix             | 1,483,045 | 4,179,427        | Estados Unidos |
| 12   | Vancouver           | 1,478,041 | 2,249,725        | Canadá         |
| 13   | Tijuana             | 1,410,187 | 4,922,723        | México         |
| 14   | Puebla              | 1,399,527 | 2,109,049        | México         |
| 15   | Ciudad Juárez       | 1,317,452 | 2,528,840        | México         |
| 16   | San Diego           | 1,311,580 | 4,922,723        | Estados Unidos |
| 17   | Dallas              | 1,298,816 | 6,145,037        | Estados Unidos |
| 18   | León                | 1,278,465 | 1,584,337        | México         |
| 19   | San Antonio         | 1,256,509 | 1,942,217        | Estados Unidos |
| 20   | Nezahualcóyotl      | 1,136,300 | 1,136,300        | México         |
| 21   | Monterrey           | 1,133,300 | 3,868,493        | México         |
| 22   | Zapopan             | 1,026,452 | 1,026,452        | México         |
| 23   | Calgary             | 1,019,942 | 1,079,310        | Canadá         |
| 24   | Detroit             | 951,270   | 4,467,592        | Estados Unidos |
| 25   | São José            | 928,852   | 7,264,887        | Estados Unidos |
| 26   | Edmonton            | 916,391   | 1,076,103        | Canadá         |
| 27   | Ottawa              | 812,129   | 1,168,788        | Canadá         |
| 28   | Naucalpan           | 792,226   | 792,226          | México         |